# Polygonage
Le polygonage permet de tourner ou de fraiser des polygones en une seule opération et dans un temps de cycle réduit.

## En tournage
Sur un tour parallèle muni d’un porte-gabarit à copier, on remplace celui-ci par un gabarit tournant à la même vitesse que la broche, la pièce tournée aura la même forme que le gabarit. Les formes obtenues peuvent être polygonales ou elliptiques, ou même avec usinage de divers reliefs (lettres, logos, etc).
Le procédé permet aussi bien d’usiner des pièces creuses à partir d’un modèle en creux ou en relief (matrice et moule métalliques).
De simples appareils à copier peuvent être montés sur tour ordinaire pour un usinage à l’outil unique. Des machines spéciales dédiées à la copie ont des cycles de travail automatiques, avec plusieurs dispositifs permettant des usinages différents et des vitesses de coupes adaptées électroniquement aux diamètres à exécuter.

## En fraisage
Le polygonage permet de fraiser des formes non circulaires sans interrompre le cycle de travail. Cette fonction demande une parfaite synchronisation entre la pièce à réaliser et la broche portant la fraise à polygoner.
Dans le cas du fraisage, la pièce et le gabarit sont entraînés simultanément à faible vitesse, alors que la vitesse de coupe est donnée à la fraise.

## Sources et références
1. ↑  Tour pilote H. Ernault-Batignolles, Paris, 1956

- Cours de perfectionnement au BP-dessin et BTS-BE, Automobiles Peugeot, Sochaux.